# Список соборов Дании
Список соборов Дании.

## Церковь Дании
| Собор             | Изображение | Диоцез                     | Локализация | Дата     | Стиль         | Комментарий                     |
| ----------------- | ----------- | -------------------------- | ----------- | -------- | ------------- | ------------------------------- |
| Собор Копенгагена |             | Диоцез Копенгагена         | Копенгаген  | 1829     | неоклассицизм |                                 |
| Собор Хадерслева  |             | Диоцез Хадерслева          | Хадерслев   | XIII век | готика        |                                 |
| Собор Хельсингёра |             | Диоцез Хельсингёра         | Хельсингёр  | 1559     | готика        |                                 |
| Собор Роскилле    |             | Диоцез Роскилле            | Роскилле    | 1280     | готика        |                                 |
| Собор Марибо      |             | Диоцез Лолланн-Фальстера   | Марибо      | 1470     | готика        | изначально монастырская церковь |
| Собор Оденсе      |             | Диоцез Фюна                | Оденсе      |          | готика        |                                 |
| Собор Ольборга    |             | Диоцез Ольборга            | Ольборг     |          | готика        |                                 |
| Собор Виборга     |             | Диоцез Виборга             | Виборг      | 1876     | неоготика     |                                 |
| Собор Орхуса      |             | Диоцез Орхуса              | Орхус       | 1300     | готика        |                                 |
| Собор Рибе        |             | Диоцез Рибе                | Рибе        |          | готика        |                                 |
| Собор Торсхавна   |             | Церковь Фарерских островов | Торсхавн    | 1788     |               |                                 |
| Собор Нуука       |             | Церковь Гренландии         | Нуук        | 1849     |               | собор с 1993 года               |

## Римско-католический собор[1]
| Собор                 | Изображение | Диоцез              | Локализация | Дата | Стиль | Комментарий       |
| --------------------- | ----------- | ------------------- | ----------- | ---- | ----- | ----------------- |
| Собор Святого Ансгара |             | Епархия Копенгагена | Копенгаген  | 1842 |       | собор с 1953 года |